# Cernay
Cernay, Haut-Rhin (hrv. Gornja Rajna, nje., Oberelsass) nje. Sennheim, je gradić u sjeveroistočnoj Francuskoj na obali rijeke Thura u pokrajini Elzasu.

## Znamenitosti
Gradić je poznat po bitci koju je vodio Gaj Julije Cezar 58. godine pr. Kr. protiv barbarskih germanskih plemena. U srednjem je vijeku bio utvrđeni grad. Danas se u tornju "Thann"  (gradska vrata) nalazi povijesni muzej.
- Cernay
- Cernay središte grada.
- Cernay Toranj Thann - povijesni muzej.

## Poveznice
- Panoramio Cernay[neaktivna poveznica]